# 科洛季伊夫卡 (切爾尼亞希夫區)
50°22′46″N 28°22′48″E / 50.37944°N 28.38000°E
科洛季伊夫卡（烏克蘭語：Колодіївка）是烏克蘭北部的村莊，隸屬日托米爾州的日托米爾區。該村面積1.18平方公里，海拔高度228米，2001年人口216，人口密度每平方公里183.05人。